# X Reticuli
X Reticuli är en pulserande variabel av RR Lyrae-typ (RRAB/BL) i stjärnbilden Rombiska nätet.
Stjärnan varierar i visuell magnitud mellan +11,16 och 12,14 med en period av 0,49201 dygn eller 11,808 timmar. RR Lyrae-stjärnornas period varierar mellan 0,2 och 1,2 dygn med ett medianvärde på 0,5 dygn. X Reticuli ligger sålunda precis vid medianvärdet.